# Pettyes pusztaityúk
A pettyes pusztaityúk (Pterocles burchelli) a madarak (Aves) osztályának pusztaityúk-alakúak (Pteroclidiformes) rendjébe, ezen belül a pusztaityúkfélék (Pteroclididae) családjába tartozó faj.

## Előfordulása
Afrikában Angola, Botswana, Namíbia, a Dél-afrikai Köztársaság, Zambia és Zimbabwe területén honos.

## Alfaja
- Pterocles burchelli delabati

## Megjelenése
Testhossza 25 centiméter, testtömege 200 gramm.